# 農業農村工学会
公益社団法人農業農村工学会（英語: The Japanese Society of Irrigation, Drainage and Rural Engineering、略称：JSIDRE）は、東京都港区新橋に本拠を置く日本の工学系学会である。1907年（明治40年）に発足した耕地整理研究会を前身とし、1929年（昭和4年）に「農業土木学会」として設立された。2007年に現在の「農業農村工学会」に改称した。
農業農村工学（農業土木）の進歩と研究者・技術者の資質向上を図り、学術・技術の振興と社会の発展に寄与することを目的とする。個人会員約1万人のうち、研究者が1割、技術者が9割の構成であり、技術者会員が非常に多いことが特色である。

## 農業農村工学
学会名に掲げる「農業農村工学」を、「農業の生産性向上と農村の生活環境の整備、農業農村にかかわる中小都市も含めた地域全体の持続的発展」を達成するために「循環を基調とした社会を構築し、水・土などの地域資源を，人と自然の調和，環境への配慮を重視して合理的に管理する科学技術」と定義している。学会として「農業農村工学に係わる技術者の倫理規程」（旧称「農業土木技術者の倫理規程」）を定め、公表している。

## 沿革
特記のないかぎり公式ウェブサイト掲載の「農業農村工学会のあゆみ」にもとづく。
- 1907年（明治40年）6月29日 - 耕地整理担当技術者を集め耕地整理研究会が発足[5][6]、発足から一年半後を経て研究会報第1号を発行し、昭和4年3月の第89号（最終号）まで続刊[7]。
- 1929年（昭和4年）5月 - 農業土木学会設立[8]。耕地整理研究会を引継ぎ、会員数約2,500名。初代学会長は田中貞次が務めた[9]。12月、学会機関誌『農業土木研究』創刊[10][11]。
- 1930年（昭和5年）4月12日 - 第1回日本農学会開催、第7部会となる[11]。
- 1931年（昭和6年）12月 ｰ 『農業土木ハンドブック』初版を刊行[11]。
- 1960年（昭和35年） - 論文集として『農業土木研究別冊』を創刊[12]。
- 1965年（昭和40年） ‐ 月刊の学会誌『農業土木研究』を『農業土木学会誌』に改題[13]。年2回の別冊は『農業土木学会論文集』と改題[14]。
- 1967年（昭和42年） - 農業土木会館が東京都港区新橋に完成。
- 1970年（昭和45年） - 2月4日、社団法人として認可[1]。上野英三郎の功績を讃えて「上野賞」を創設[15]。
- 1982年（昭和57年） - 学会英文誌『Journal of Irrigation Engineering and Rural Planning』を創刊[16]。年2回刊。
- 1996年（平成8年） - 学会英文誌を『Rural and Environmental Engineering (REE)』に改題[17]。
- 2002年（平成14年） - 「農業土木技術者の倫理規程」を策定し、『農業土木学会誌』の巻頭で公表[18]。
- 2003年（平成15年） - 国際英文ジャーナル『Paddy and Water Environment』を韓国・台湾と協力して創刊[19]、季刊（年4回）。
- 2006年（平成18年） - 『農業土木学会誌』を『水土の知 : 農業土木学会誌』にリニューアル。
- 2007年（平成19年） - 名称を「社団法人農業土木学会」から「社団法人農業農村工学会」に変更、6月29日文部科学大臣認可。あわせて学会誌名を『水土の知 : 農業農村工学会誌』に、論文集を『農業農村工学会論文集』に改題。
- 2012年（平成24年）4月1日 - 公益社団法人として登記。

## 出版物
以下の定期刊行物がある。
- 農業農村工学会誌 （毎月発行）[20][21]
- 農業農村工学会論文集 （年2回発行）[22][23]
- Paddy and Water Environment （2003年創刊の国際英文学術誌。International Society of Paddy and Water Environment Engineeringを母体とし[24]、Springer-Verlag社より発行[19]）[25][26]